# Wilhelm Friedrich Ernst Bach
Wilhelm Friedrich Ernst Bach (Bückeburg, 1759. május 24. – Berlin, 1845. december 25.) német zeneszerző, a Bückenburgi Bach fia, Johann Sebastian Bach unokája.
Zenét apjától, majd 1788-tól nagybácsikájánál, Johann Christian Bachnál tanul Londonban, ahol J. Ch. híres szólistává és zongoratanárrá tette. Nagybácsikája 1782-es halála után Párizsban, majd Hollandiában fordul meg, végül Mindenben lesz zenei igazgató. 1789-ben II. Frigyes Vilmos király Berlinben alkalmazza, mint hessen-darmstadti Friederike Caroline Luise házi csembalistája. A nevezett személyiség halála után (1805) udvari karnagy és csembalista lesz mecklenburg-strelitzi Luise udvarában, és a porosz hercegek zenetanára. 1811-ben visszavonul.
Őtőle elsősorban zongoradarabok maradtak ránk (3 zongoraverseny, zongora-kettősverseny, Előadási darab 6 kézre), ezenfelül 2 szimfónia, két zenekari szvit, kantáták és dalok.